# 三重野勝己
三重野 勝己（みえの かつみ、1974年11月29日 - ）は、大分放送 (OBS) のアナウンサーでアナウンス部長。

## 来歴
大分県大分市出身。大分大学教育学部卒業。
大学を卒業後、1997年に大分放送に入社し、同局のアナウンサーになる。
アナウンス業務と並行して、テレビ番組のディレクターや報道番組の記者を務めることもある。2010年には、三重野がディレクターを務めた映像作品が九州地区ブロックネット番組の『JNN九州・沖縄ドキュメント ムーブ』で放送。そして2011年3月6日にはTBSの『報道の魂』でも放送され、同年5月30日には大分放送運営のOBSラジオでも音声のみではあるが特別番組として放送された。この作品は、同年12月10日に西南学院大学の西南コミュニティーセンターで行われた『ムーブ』年間作品コンクール公開審査会で、大賞ならびに西南学院大学学生審査特別賞を受賞した。

## 担当番組

### テレビ番組
- サンデーおおいた
- OBSニュースライン[12]
- 総力報道!OBS THE NEWS[1]
- OBSイブニングニュース[13]
- スポーツ中継（スカパー！で放送されるサッカー・大分トリニータ戦中継[14]）
- おはようナイスキャッチ

### ラジオ番組
- アニメマインド
- NTTマンデーテレフォンリクエスト
- 三重野勝己 昼いちパラダイス[15]
- 週刊!!トリニータマガジン（大分トリニータ応援番組）
- ちょるちょるワイド
- Mondayスポーツファイル[1]
- ごごらくワイド
- おはなしの森[13]
- くらしのたより[13]
- OBSラジオ図書館[16]
- BINGO
- 豊東石材 お墓のおはなし[17]
- スゴスギル真実〜フラッシュ高橋と一緒に〜[18]
- BUNDAIラジオ
- 情熱ライブ!Voice
- モーニング・エナジー[19]
- スポーツ中継（別府大分毎日マラソンのラジオ中継[20][21]）